# Guerra civile bizantina del 1352-1357
La guerra civile bizantina del 1352-1357 fu la continuazione e conclusione del precedente conflitto che era durato dal 1341 al 1347. Vide l'imperatore Giovanni V Paleologo contro i due Cantacuzeno, Giovanni VI Cantacuzeno e il suo figlio maggiore Matteo. Giovanni V uscì vittorioso e unico imperatore dell'Impero bizantino, ma la ripresa della guerra civile completò la distruzione del conflitto precedente, lasciando lo stato bizantino in rovina.

## Antefatto
A seguito del conflitto del 1341-1347, Giovanni VI Cantacuzeno si era insediato come imperatore senior e tutore del giovane Giovanni V Paleologo. Questo stato di cose, tuttavia, non era destinato a durare; i sostenitori del Palaiologo diffidavano ancora di lui, mentre i suoi sostenitori avrebbero preferito deporre il Palaiologo a titolo definitivo e installare i Cantacuzeno come dinastia regnante. Il figlio maggiore Matteo, era risentito per essere rimasto fuori a favore di Giovanni V, e dovette essere placato con la creazione di un semi-autonomo appannaggio che copriva gran parte della Tracia occidentale e fungeva anche da marca contro il nuovo Impero serbo di Stefano Uroš IV Dušan.
Il costante deterioramento delle relazioni tra Matteo Cantacuzeno, che ora si era stabilito nella Tracia orientale, e Giovanni V Paleologo, che risiedeva nella Tracia occidentale, crearono la ripresa della guerra civile.

## Guerra
La guerra scoppiò nel 1352, quando Giovanni V, sostenuto dalle truppe veneziane e turche, lanciò un attacco a Matteo Cantacuzeno. Giovanni Cantacuzeno venne in aiuto di suo figlio con 10 000 uomini ottomani che ripresero le città della Tracia, saccheggiandole durante l'azione. Nel mese di ottobre del 1352, a Demotika, la forza ottomana incontrò e sconfisse 4 000 serbi messi a disposizione di Giovanni V da parte di Dušan. Questa fu la prima vittoria degli ottomani in Europa e un presagio infausto. Due anni dopo, la loro conquista di Gallipoli segnò l'inizio della conquista ottomana dei Balcani, che si concluse un secolo dopo con la caduta di Costantinopoli. Nel frattempo, Giovanni V si rifugiò nell'isola di Tenedo, da dove fece un tentativo infruttuoso di prendere Costantinopoli nel marzo 1353.
Giovanni VI Cantacuzeno rispose incoronando il figlio Matteo come co-imperatore, ma Giovanni V Paleologo, con il supporto genovese e basandosi sulla popolarità declinante di Cantacuzeno, riuscì ad entrare nella capitale nel mese di novembre 1354. Giovanni VI abdicò e si ritirò in un monastero. Matteo in Tracia fece guerra ai serbi nel 1356, quindi raccolse un esercito di 5 000 turchi e marciò su Serres, la capitale serba di Giovanni Ugleisha. Stefano Uroš V la cui madre governava Serres, decise di radunare un esercito per difendere la madre e nel 1357, quando Matteo e i suoi turchi attaccarono, l'esercito serbo sotto Vojin, conte di Drama (una delle principali fortezze in quella zona) venne in soccorso, i turchi furono sconfitti e Matteo catturato e tenuto in ostaggio fino a quando non venne pagato il suo riscatto da parte dell'imperatore Giovanni V Paleologo che ora era l'unico comandante di uno stato in sfacelo. A Matteo fu consentito di andare in Morea e di regnare con suo fratello Manuele.